# Transvaalse pootjesslang
De Transvaalse pootjesslang (Chamaesaura aenea) is een hagedis uit de familie gordelstaarthagedissen (Cordylidae).

## Naam
De soort werd voor het eerst wetenschappelijk beschreven door Leopold Fitzinger in 1843. Oorspronkelijk werd de wetenschappelijke naam Cricochalcis aenea gebruikt. De verwante grootschubpootjesslang (Chamaesaura macrolepis) wordt soms ook met Transvaalse pootjesslang aangeduid. 

## Uiterlijke kenmerken
De Transvaalse pootjesslang bereikt een lichaamslente van ongeveer 40 centimeter inclusief staart. De lengte van de staart bedraagt ongeveer twee derde van de totale lichaamslengte. Het lichaam is langwerpig van vorm en op het eerste gezicht pootloos. De voor- en achterpoten zijn gedegenereerd tot kleine uitsteekseltjes en hebben geen echte functie meer, de poten dragen nog wel elk vijf vingerachtige delen. Bij de andere soorten pootjesslangen zijn de poten sterker gedegenereerd. De kleur van de flanken, buik en de dunne streep op het midden van de rug is meestal oranje-bruin, de rug zelf is donkerder tot zwart. Er is weinig variatie vanwege het relatief kleine verspreidingsgebied. 
De hagedis heeft ook eigenschappen met de gordelstaarthagedissen gemeen, te weten de sterk gekielde schubben die iets omhoog staan en met name op de kop die het dier een enigszins draak-achtig uiterlijk geven.

## Verspreiding en habitat
Alle soorten uit het geslacht komen alleen voor in het zuidelijke deel van Afrika. De Transvaalse pootjesslang komt endemisch voor in Zuid-Afrika. De habitat bestaat uit graslanden met zanderige bodems of een strooisellaag waar tussen gejaagd en geschuild kan worden. De verschillende populaties liggen door versnippering van het landschap onder andere door de landbouw vaak ver uit elkaar.

## Levenswijze
Transvaalse pootjesslangen zijn eierlevendbarend, wat wil zeggen dat ze de jongen ter wereld brengen in een dun vliesje in plaats van een ei met een kalkschaal, en de juvenielen meteen uitkomen. Omdat het vliesje soms in het moederdier scheurt, lijkt het of ze levendbarend zijn zoals zoogdieren. Er worden meestal twee tot vier jongen per keer geboren.
Het voedsel bestaat uit kleine wormen en insecten. 